# Oxicesta chamaesyces
Oxicesta chamaesyces là một loài bướm đêm trong họ Noctuidae.